# Neoexpressionismus
Neoexpressionismus (gr. neo = „neu“, lat. expressio = „Ausdruck“) ist eine Stilrichtung in der Bildenden Kunst. Sie zeichnet sich durch eine figürliche Malerei von expressiver Farbigkeit aus. Der Neoexpressionismus entstand Anfang der 1960er Jahre in Abkehr zum vorherrschenden Informel. Maßgeblich an der Entstehung beteiligt waren in Deutschland Meisterschüler der Kunstschulen in Ost- und West-Berlin wie Georg Baselitz und Eugen Schönebeck.

## Hintergrund

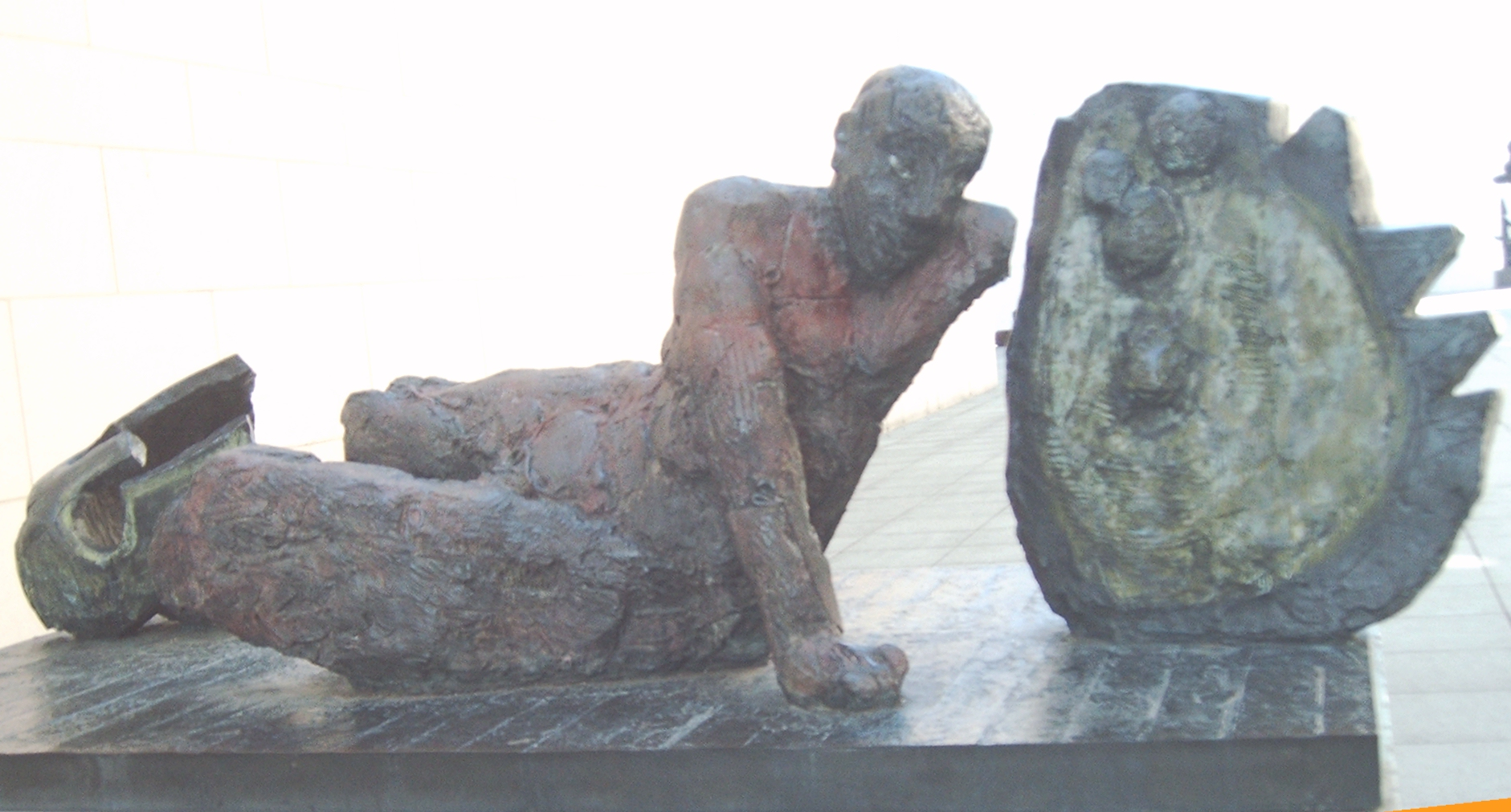
Markus Lüpertz: Der gestürzte Krieger, bemalte Bronze, 1995

Baselitz und Schönebeck, die sich an der Berliner Hochschule für Bildende Kunst kennengelernt hatten, legten 1961 ihr „1. Pandämonisches Manifest“ vor, in dem sie gegen die etablierten Kunstformen rebellierten und einen neuen expressiven Malstil forderten. Unter dem gleichen Titel stellten sie ihre Bilder in der Galerie von Michael Werner und Benjamin Katz in Berlin aus. Sie bekräftigten ihre Forderung in einem Folgemanifest dem „2. Pandämonischen Manifest“ 1962. Kurz danach endete die Zusammenarbeit der beiden Maler. 
Vom Informel ausgehend, verfolgten Künstler wie Walter Stöhrer zu dieser Zeit ähnliche Ansätze, die vor allem in Berlin von Malern wie Peter Chevalier, Rainer Fetting, Dieter Hacker, Markus Lüpertz, Helmut Middendorf sowie von den Gründern der Gruppe Vision (1960–64), Karl Horst Hödicke und Bernd Koberling, ausgearbeitet wurden. Auch der anfangs stilistisch an Baselitz orientierte Anselm Kiefer wird hier zugerechnet. 
Die Bildsprache zeichnet sich meist durch eine spontane, heftige Gestik aus. Als Sujets dienten in der Anfangszeit vornehmlich Großstadtmotive, wobei teilweise Gedanken des Expressionismus rezipiert und neu wiedergegeben wurden. Insbesondere wurde die Rückkehr der Malerei zu einer persönlichen und symbolischen Bildsprache gefordert. Ab Mitte der 1970er Jahre entwickelte so Barbara Heinisch ihre eigene Kombination von Malerei und Performance im Dialog mit dem Modell.
Aus dem Neoexpressionismus gingen ab etwa Ende der 1970er Jahre verschiedene Gruppierungen hervor, die mit Schlagworten wie „Berliner Heftige“, „Spontanisten“ und schließlich „Junge Wilde“, beziehungsweise Neue Wilde belegt wurden.
Außerhalb der Berliner Kunstszene fand die neue kulturpolitische Protestmalerei ironischere Ausdrucksformen. So ging ab dem Sommersemester 1969 aus der Beuys-Klasse der Kunstakademie Düsseldorf die Gruppe „YIUP“, bestehend aus Hans Rogalla, Peter Angermann, Robert Hartmann, Hans Heininger und Hans Henin hervor. Deren Name war eine Anspielung auf die rheinische Dialektform von Beuys’ Vornamen „Joseph“ (Jupp). Aus „YIUP“ formierte sich ab Mitte der 1970er Jahre um Peter Angermann, Jan Knap und Milan Kunc die „Gruppe Normal“, die sich programmatisch mit Mitteln der Entlarvung der Auflösung der Grenzen zwischen Kitsch, Konsum und Kunst widmen und „das Normale“ und „das Vernünftige“ relativieren.

### Parallele Entwicklungen international

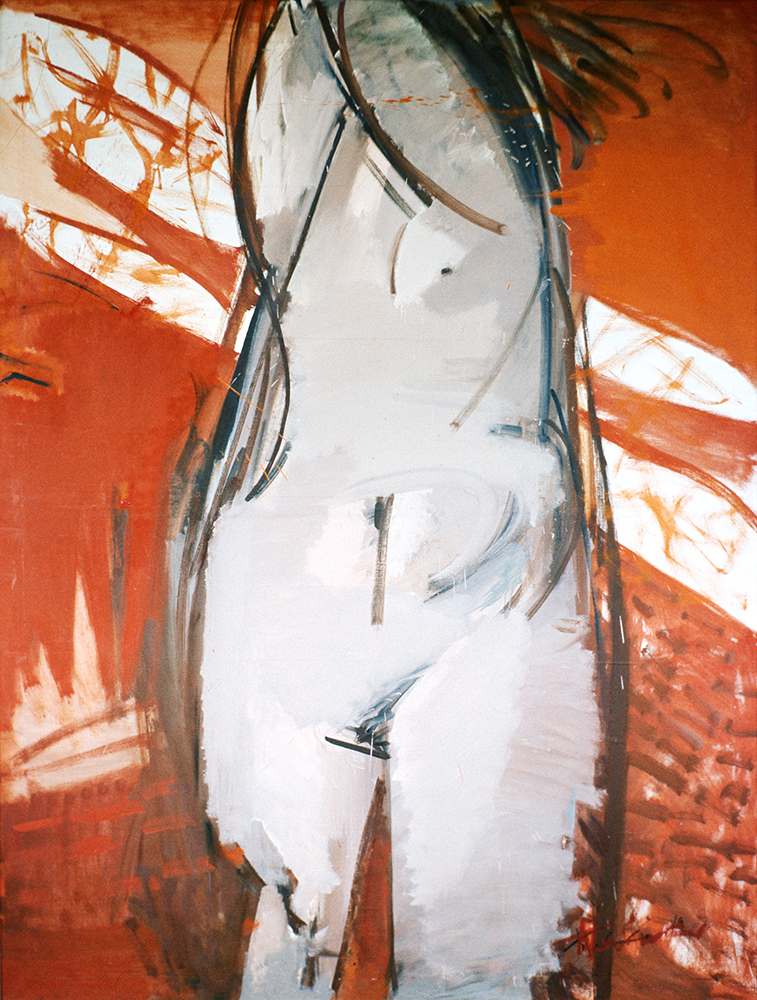
Wassyl Rjabtschenko. Daphne, 200 × 150 cm, Öl auf Leinwand, 1989

Entsprechungen finden sich in Europa in Frankreich in der Figuration Libre und in der italienischen Transavanguardia mit Künstler wie Sandro Chia, Francesco Clemente, Fernando Leal Audirac oder Mimmo Paladino. In Spanien gilt Jorge Rando als der führende Vertreter des Neoexpressionismus. Ukrainische Vertreter der Richtung sind Oleg Golosiy und Wassyl Rjabtschenko. 
Im angloamerikanischen Raum manifestierten sich Begriffe wie Bad Painting, New Image Painting oder Wild Style als Gegenbewegungen zur Konzeptkunst, wobei der um 1980 entstandene Begriff des Wild Style wiederum eine gedankliche Fortführung des europäischen Fauvismus darstellt und meistens auf die Maler der New Yorker Graffiti-Szene Verwendung findet. Bekannte Vertreter sind hier Jean-Michel Basquiat, Chuck Connelly, David Salle oder Julian Schnabel sowie Ronnie Cutrone, Keith Haring und Kenny Scharf (letztere werden gelegentlich auch als „Neo-Pop“ bezeichnet).